# Кит Карсън (пътешественик)
Кристофър Хустън „Кит“ Карсън (на английски: Christopher Houston „Kit“ Carson) е американски пътешественик-изследовател, трапер.

## Ранни години (1809 – 1840)
Роден е на 24 декември 1809 година в град Ричмънд, окръг Медисън, щата Кентъки. Едва 16-годишен заминава на запад и постъпва на работа в железопътна компания като помощник в багажната магазия. Скоро напуска и започва да се занимава с търговия на ценни животински кожи. През 1829 става трапер, като работи за различни компании търгуващи с кожи и се занимава с тази дейност до 1840, когато се премества в басейна на река Арканзас, във Форт Бент и става ловец на бизони.

## Експедиционна дейност (1840 – 1846)
По време на траперската си дейност обхожда и опознава големи райони от Скалистите планини, като на 120º з.д., в планината Сиера Невада открива горното течение на река Карсън, вливаща се в солончака Карсън Синк.
От 1842 до 1846 участва като надежден водач и разузнавач в експедициите на Джон Фримонт. На базата на неговите открития, изследвания и измервания е изработена и отпечатана първата надеждна карта на западните райони на САЩ, включваща териториите на днешните щати Вашингтон, Орегон, Айдахо, Невада и Уайоминг.

## Следващи години (1846 – 1868)
Карсън взема дейно участие като командир на разузнавателния отряд в американската армия по време на Мексиканско-американската война от 1846 – 1848. Неговите способности като познавач на териториите, в които се провеждат военните действия и успешната му разузнавателна дейност, допринасят изключително много за успеха на американците във войната.
След войната, през 1851 води успешни преговори с местните индиански племена, а по-късно през 1854 участва във въоръжената кампания срещу тях, по време на която загиват хиляди индианци. Участва и като доброволец по време на Гражданската война (1861 – 1865) в щата Ню Мексико, където обаче не се водят военни действия. Участието му се свежда до организирането и провеждането на партизанска война срещу местните индиански племена и заселниците и фермерите в района.
След края на войната е назначен за комендант на Форт Гарланд в Колорадо и води мирни преговори между американското правителство и местните индиански племена.
Умира на 23 май 1868 година във Форт Лин, Колорадо, на 58-годишна възраст.

## Памет
Неговото име носят:
- град Карсън Сити (39°10′ с. ш. 119°45′ з. д. / 39.166667° с. ш. 119.75° з. д.), столица на щата Невада;
- град Форт Карсън (38°45′ с. ш. 104°47′ з. д. / 38.75° с. ш. 104.783333° з. д.), предградие на град Колорадо Спрингс в щата Колорадо;
- национален природен парк Карсън в щата Невада;
- окръг Кит Карсън в щата Колорадо;
- проход Карсън (38°42′ с. ш. 119°59′ з. д. / 38.7° с. ш. 119.983333° з. д.) в Скалистите планини в щата Калифорния;
- река Карсън (устие, 39°43′ с. ш. 118°39′ з. д. / 39.716667° с. ш. 118.65° з. д.) в щата Невада, вливаща се в солончака Карсън Синк;
- солончак Карсън Синк (39°53′ с. ш. 118°20′ з. д. / 39.883333° с. ш. 118.333333° з. д.) в щата Невада;
- множество училища, паркове и шосета в различни градове и щати на САЩ.